# Broome Road
Die Broome Road ist eine Verbindungsstraße im Norden des australischen Bundesstaates Western Australia. Sie schließt die Hafenstadt Broome an den Great Northern Highway beim Roebuck Plains Roadhouse an. Die Straße ist auf der gesamten Länge zweispurig ausgeführt.

## Verlauf
Die Broome Road zweigt direkt am Roebuck Plains Roadhouse von Great Northern Highway (N1), der hier von Süden kommend nach Osten abbiegt, nach Westen ab. Nach ca. 24 km mündet von Norden die Cape Leveque Road ein und die Broome Road biegt nach Süden ab.
Nach insgesamt 34 km endet die Straße an der Kreuzung der Hammersley Street mit der Frederic Street in Broome.